# Объединённая крестьянская партия
Объединённая народная партия (ОНП) (пол. Zjednoczone Stronnictwo Ludowe (ZSL), иногда — Объединённая крестьянская партия (ОКП) — политическая партия времён Польской народной республики.

## История
Была создана в результате насильственного слияния прокоммунистической Народной партии с остатками враждебно настроенной к коммунистическому режиму Польской народной партии. Изначально партия играла роль оппозиционной силы (хотя на самой деле таковой не являлась) и создавала видимость демократии и свободных выборов в ПНР, однако после событий октября 1956 года её роль частично изменилась: ОКП получила значительное количество мест в Сейме, Госсовете и органах местного самоуправления, но до 1970-х партия не имела реальной власти и влияния.
В 1970 году Сейм принял законопроект ОКП о введении всеобщего медицинского, пенсионного и инвалидного страхования для крестьян.
После создания независимого профсоюза «Солидарность» ОКП начала выходить из-под влияния ПОРП и отстаивать права жителей сельской местности. В 1983 году был принят законопроект ОКП о неприкосновенности частных хозяйств, что подрывало устои марксизма-ленинизма — официальной идеологии ПНР.
В 1987 году многие члены ОКП покинули партию и основали Польскую народную партию (Вилянув).
В 1989 году члены ОКП приняли участие в Круглом столе. После полусвободных парламентских выборов в июне 1989 года
ОКП и Демократическая партия разорвали многолетний союз с ПОРП и сформировали коалицию с «Солидарностью», что позволило сформировать демократическое правительство Тадеуша Мазовецкого, в котором представители ОКП получили 4 поста.
27 ноября, в день 40-летия ОКП было объявлено о её роспуске. Члены ОКП основали Польскую народную партию «Возрождение». В 1990 году после слияния Польской народной партией (Вилянув) с Польской народной партией «Возрождение» была основана современная Польская народная партия.

## Председатели партии
| Портрет | Портрет | Имя                  | Начало полномочий | Окончание полномочий |
| ------- | ------- | -------------------- | ----------------- | -------------------- |
|         |         | Владислав Ковальский | 30 ноября 1949    | 20 октября 1956      |
|         |         | Стефан Игнар         | 20 октября 1956   | 28 мая 1962          |
|         |         | Чеслав Выцех         | 28 мая 1962       | 10 февраля 1971      |
|         |         | Станислав Гуцва      | 10 февраля 1971   | 7 мая 1981           |
|         |         | Стефан Игнар         | 7 мая 1981        | 6 ноября 1981        |
|         |         | Роман Малиновский    | 6 ноября 1981     | 11 сентября 1989     |
|         |         | Доминик Людвичак     | 11 сентября 1989  | 27 ноября 1989       |